# راسيل فيرانت
راسيل فيرانت (بالإنجليزية: Russell Ferrante)‏ هو عازف بيانو وملحن وأستاذ جامعي أمريكي، ولد في 18 يناير 1952 في سان خوسيه في الولايات المتحدة.

## وصلات خارجية
- الموقع الرسمي
- راسيل فيرانت على موقع IMDb (الإنجليزية)
- راسيل فيرانت على موقع ميوزك برينز (الإنجليزية)
- راسيل فيرانت على موقع أول ميوزيك (الإنجليزية)
- راسيل فيرانت على موقع ديسكوغز (الإنجليزية)